# Видручей (приток Кушереки)
Видручей — ручей в России, протекает по территории Малошуйского городского поселения Онежского района Архангельской области. Длина ручья — 16 км, площадь водосборного бассейна — 64,5 км².
Ручей берёт начало из болота Палозерские Мхи на высоте выше 39 м над уровнем моря.
Течёт преимущественно в северо-западном направлении по заболоченной местности.
Ручей в общей сложности имеет десять притоков суммарной длиной 20 км.
Втекает на высоте 13,8 м над уровнем моря в Кушереку, впадающую в Онежскую губу Белого моря (Поморский берег).
В среднем течении Видручей пересекает линию железной дороги Беломорск — Обозерская.
Населённые пункты на ручье отсутствуют.
Код объекта в государственном водном реестре — 03010000212202000007664.